# Apholmen Trinbræt
Apholmen Trinbræt var et trinbræt på Skagensbanen nord for Frederikshavn i perioden 1996-2005. De fysiske rammer for trinbrættet eksisterer stadigvæk, men Skagensbanens tog gør ikke længere stop der.